# Michèle Crider

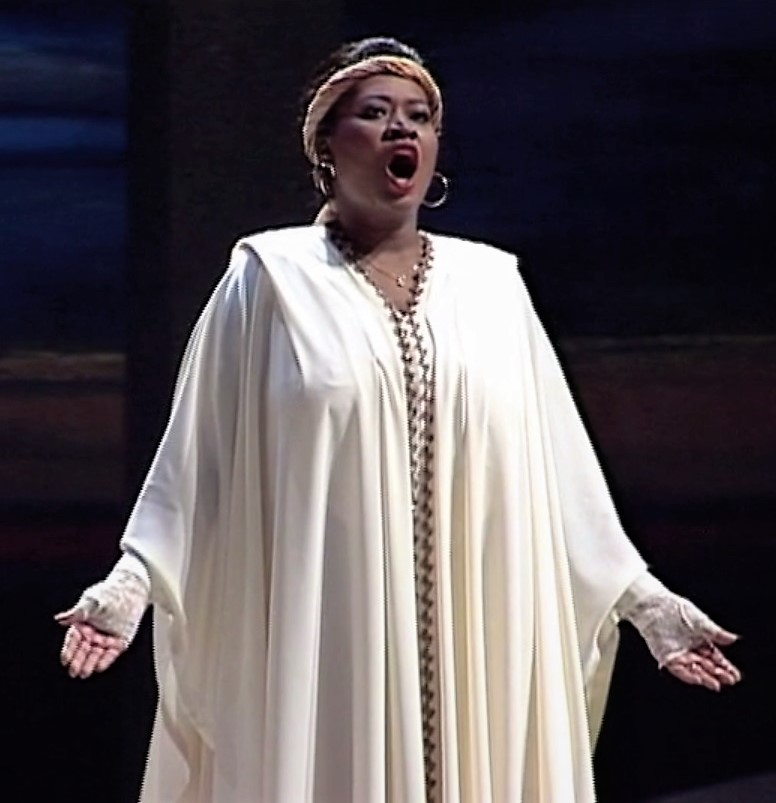
Crider als Aida, Semperoper

Michèle Crider (geb. 1959 in Quincy (Illinois)) ist eine US-amerikanische Opernsängerin (Sopran).

## Leben
Crider absolvierte ihr Gesangsstudium an der University of Iowa. Nach dem zweimaligen Gewinn der District Metropolitan Opera Auditions setzte sie ihr Studium am Studio des Zürcher Opernhauses fort. 1988 war sie Finalistin des Luciano Pavarotti-Wettbewerbs und 1989 gewann sie einen der drei ersten Preise beim Internationalen Musikwettbewerb Genf. Anschließend debütierte sie in Dortmund mit der Partie der Leonora in Il trovatore.
Seit 1991 gastiert Crider regelmäßig an den großen Opernhäusern der Welt, darunter das Royal Opera House, Covent Garden, die Metropolitan Opera in New York City, San Francisco Opera, Los Angeles Opera, Deutsche Oper Berlin und die Staatsopern von Wien, München, Berlin und Hamburg, die Mailänder Teatro alla Scala und andere.
Als Konzertsängerin gastierte Crider unter anderem an den Salzburger Festspielen, am Maggio Musicale Fiorentino, der Royal Albert Hall in London oder der Carnegie Hall in New York. Weitere Auftritte hatte Crider beispielsweise mit dem London Philharmonic Orchestra, den Wiener und Berliner Philharmoniker, der Pariser Oper und dem WDR Sinfonieorchester, Köln.
Seit 2012 ist Michèle Crider Universitätsprofessorin für Sologesang am Salzburger Mozarteum.

## Auszeichnungen
- Internationaler Musikwettbewerb Genf (Concours de Genève) – 1er Prix Chant 1989[9]
- University of Iowa – Distinguished Alumni Awards: Young Award 2003[10]
- University of Iowa – Honorary Doctor of Musical Arts 2018[11]